# Línea de la Avenida Nostrand
La Línea de la Avenida Nostrand es un sistema de tránsito rápido y división de la compañía IRT del metro de Nueva York, y funciona con los servicios de trenes 2 y 5, que corren bajo la avenida Nostrand en Brooklyn, borough de la ciudad de Nueva York. 
Las dos vías exteriores de la Línea Eastern Parkway se separan en la vecindad de la Avenida Rogers, doblando al sur hacia la Avenida Nostrand para formar la línea de la Avenida Nostrand. Sirve a los barrios del sur Crown Heights, Wingate, Flatbush, East Flatbush, y el área de Brooklyn College.
Las estaciones en esta línea abrieron el 23 de agosto de 1920.

## Lista de estaciones
| Leyenda de la estación de servicio | Leyenda de la estación de servicio |
| ---------------------------------- | ---------------------------------- |
| Hace paradas todo el tiempo        | Paradas todo el tiempo             |
| Hace paradas sólo en horas pico    | Paradas sólo en horas pico         |
| Detalles del periodo de tiempo     |                                    |

| Acceso para discapacitados                              | Estación                                                | Servicios                                               | Abrió                                                   | Transferencias y notas                                  |                                                         |
| Empieza a dividirse con la Línea Eastern Parkway (2 5 ) | Empieza a dividirse con la Línea Eastern Parkway (2 5 ) | Empieza a dividirse con la Línea Eastern Parkway (2 5 ) | Empieza a dividirse con la Línea Eastern Parkway (2 5 ) | Empieza a dividirse con la Línea Eastern Parkway (2 5 ) | Empieza a dividirse con la Línea Eastern Parkway (2 5 ) |
| ------------------------------------------------------- | ------------------------------------------------------- | ------------------------------------------------------- | ------------------------------------------------------- | ------------------------------------------------------- | ------------------------------------------------------- |
|                                                         | Calle President                                         | 2 5                                                     | 23 de agosto de 1920                                    |                                                         |                                                         |
|                                                         | Calle Sterling                                          | 2 5                                                     | 23 de agosto de 1920                                    |                                                         |                                                         |
|                                                         | Calle Winthrop                                          | 2 5                                                     | 23 de agosto de 1920                                    |                                                         |                                                         |
| Acceso para discapacitados                              | Avenida Church                                          | 2 5                                                     | 23 de agosto de 1920                                    |                                                         |                                                         |
|                                                         | Beverly Road                                            | 2 5                                                     | 23 de agosto de 1920                                    |                                                         |                                                         |
|                                                         | Avenida Newkirk                                         | 2 5                                                     | 23 de agosto de 1920                                    |                                                         |                                                         |
| Acceso para discapacitados                              | Brooklyn College–Avenida Flatbush                       | 2 5                                                     | 23 de agosto de 1920                                    |                                                         |                                                         |

- Datos: Q2241542
- Multimedia: IRT Nostrand Avenue Line / Q2241542